# A Dios le pido
«A Dios le pido» es el primer sencillo del segundo álbum de estudio Un día normal del cantautor colombiano Juanes, lanzado el 25 de marzo de 2002 en España y Latinoamérica.

## Lanzamiento
En marzo de 2002 el primer sencillo de Un día normal es enviado a estaciones de radio en todo Estados Unidos y Latinoamérica. Titulada “A Dios le pido”, la canción es una oración alegre que pide que Dios (Ser supremo del Cristianismo) bendiga y proteja a nuestras familias, futuros hijos y seres más cercanos. La canción se convirtió rápidamente en un himno de paz en toda Latinoamérica alcanzando la posición #1 en quince países en tres continentes. “A Dios le pido”, estuvo durante 47 semanas consecutivas en la lista de “Hot Latin Tracks” (la mayoría en la posición 5) de Billboard.
Este tema ganó el Premio Grammy Latino por Mejor Canción de Rock en el Latin Grammy Awards of 2002, el segundo año en fila para el cantante.
El sencillo se convirtió en uno de los más clásicos de la discografía de Juanes, junto a las canciones «La camisa negra», «La paga», «Es por ti», «Fotografía» y «Me enamora», las cuales salieron en un recopilatorio publicado por el canal estadounidense MTV titulado Juanes MTV Unplugged (2012).

## Otras versiones
- La cantante griego-estadounidense Kalomoira lanzó una versión en griego titulada Ego Tha Leipo en 2004 con la colaboración del cantante griego Giannis Mpekas.
- La versión Unplugged de "A Dios le pido" fue utilizada como cortina musical para el cierre del programa argentino de reality show y danza Showmatch en el año 2012.
- En 2019 fue versionada por Rosa López, en el programa de La 1 de TVE La mejor canción jamás cantada.[1]
- Grupo rumano "Generic" tiene una canción llamada "daca m-as indragosti" es un grupo bastante antiguo, de entre los 80 y 90
- Sole Giménez, interpreta el tema que da nombre al disco, en una versión latin jazz para su álbum Dos gardenias de 2009.

## Lista de canciones
Descarga digital (Surco/1 de septiembre de 2003)
1. «A Dios le Pido» - 3:27
2. «A Dios le Pido» [Versión Acústica] - 3:30
3. «Fíjate bien» [Versión Original] - 4:50
4. «Nada» [Versión Acústica] - 3:55

México Sencillo en CD (Universal/2002)
1. «A Dios le Pido» [Versión Original] - 3:26
2. «A Dios le Pido» [Versión Acústica] - 3:28

EU Sencillo en CD (Surco/8 de septiembre de 2003)
1. «A Dios le Pido» [Versión Original] - 3:26
2. «A Dios le Pido» [Versión Acústica] - 3:28

EU Sencillo en CD (Universal/7 de abril de 2006)
1. A Dios le Pido [Versión del Álbum] - 3:25
2. «A Dios le Pido» [Remix] - 3:40

Francia Sencillo en CD (Universal/3 de abril de 2006)
1. «A Dios le Pido» - 3:25
2. «La Camisa Negra» - 3:34

EU máxima canción (Universal/7 de abril de 2006)
1. «A Dios le Pido» [Versión del Álbum] - 3:25
2. «A Dios le Pido» [Remix] - 3:40
3. «Un Día Normal» [Versión del Álbum] - 3:53

## Posiciones
| Lista (2002/2003)                 | Mejor posición |
| --------------------------------- | -------------- |
| Argentina Top 20                  | 1              |
| Brasil Hot 100                    | 38             |
| Países Bajos Top 40               | 1              |
| Eurochart Hot 100 Singles         | 1              |
| Alemania Singles Top 100          | 31             |
| España Top 20                     | 1              |
| Suiza Singles Top 100             | 1              |
| U.S. Hot Latin Tracks             | 1              |
| U.S. Latin Pop Airplay            | 1              |
| U.S. Latin Tropical/Salsa Airplay | 1              |
| Lista (2006)                      | Mejor posición |
| Austria Singles Top 75            | 1              |
| Francia Singles Top 100           | 1              |
| Rusia Top 20                      | 1              |
| Suiza Singles Top 100             | 1              |
| Alemania Singles Top 100          | 1              |
| Estonia Top 40                    | 1              |
| Hungría Top 40                    | 1              |
| Rumania Top 100                   | 1              |
| Bélgica Top 40 (Walloon)          | 1              |
| Bélgica Top 50 (Flanders)         | 1              |
| Ucrania Top 40                    | 1              |
| Europa Airplay Top 100            | 1              |
| Grecia Top 20                     | 1              |
| Eslovaquia Top 50 Airplay Chart   | 1              |
| Finlandia Dance Chart             | 1              |
| Finlandia Rumba Top 50 Hits       | 1              |

## Lista de predecesores y sucesores
| Predecesor: Yo puedo hacer de Ricardo Montaner | U.S. Billboard Latin Pop Airplay — Sencillo N° 1 24 de agosto de 2002 | Sucesor: Mentiroso de Enrique Iglesias |